# Nicolas Baudesson

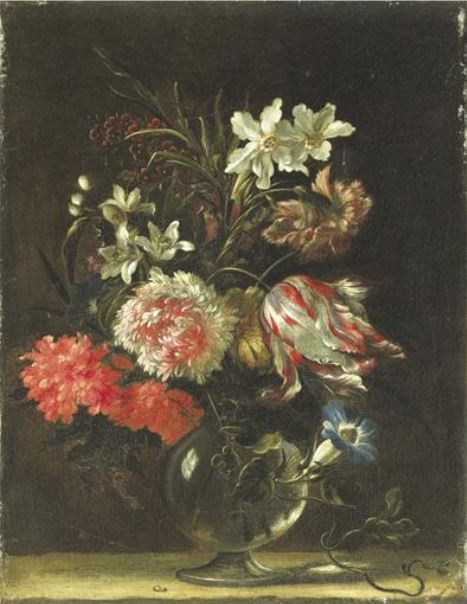
Nicolas Baudesson (zugeschrieben): Blumenvase, Privatsammlung (?)

Nicolas Baudesson (* ca. 1609 oder 1611 in Troyes; † 4. September 1680 in Paris) war ein französischer Blumen- und Stilllebenmaler des Barock, der auch in Italien wirkte und dort als Monsù Botteson oder Badasson bekannt war. Er war – neben dem aus Flandern stammenden Jean-Michel Picart – der bedeutendste französische Blumenmaler vor Jean-Baptiste Monnoyer.

## Leben
Sein Geburtsjahr ist nicht ganz klar: bei seinem Tode im Jahr 1680 soll Baudesson laut Sterberegister 69 Jahre alt gewesen sein – also wahrscheinlich 1611 geboren –, aber in der Liste der Académie Royale de Peinture et de sculpture wird behauptet, er sei 71 Jahre alt geworden – also um 1609 geboren. In den meisten Quellen wird allerdings 1611 angegeben.
Nicolas war ein Sohn von Claude Baudesson und dessen Ehefrau Jeanne Linard. Der Vater war „Verkäufer von Gemälden und Farben“ („marchand de peintures et de couleurs“), und laut Mariette auch Holzschnitzer, während die Mutter eine Schwester des bekannten und erfolgreichen Stilllebenmalers Jacques Linard war.
Seine Ausbildung zum Maler machte Nicolas von 1626 bis 1631 bei seinem Onkel Linard in Paris.
Zu einem bisher nicht genau bekannten Zeitpunkt ging er nach Rom – laut Faré vermutlich mithilfe der finanziellen Unterstützung des Kanzlers Séguier –, wo er über 30 Jahre lebte. Zum ersten Mal ist Baudesson 1635 in der Ewigen Stadt nachgewiesen, bei der Taufe einer unehelichen Tochter seines Freundes Louis Raymond, der wie er selber aus Troyes stammte; die Mutter des Kindes war Cecilia Bracciacroce, eine verheiratete Frau, die später seine eigene Geliebte wurde und mit der er selbst einen unehelichen Sohn namens Francesco (* 1644) hatte. Nach dem Tode ihres Mannes lebten Baudesson und Cecilia Bracciacroce von 1651 bis 1659 zusammen in „wilder Ehe“ in der Gegend von Santa Maria del Popolo, wo damals viele Franzosen wohnten; als man den Maler allerdings wegen seiner damals als höchst unmoralisch geltenden Lebensumstände anzeigte und mit Exkommunikation drohte, heiratete er Cecilia im Jahr 1660 – obwohl er laut Jal bereits verheiratet gewesen sein soll: Seine französische Frau hieß Etiennette Brot, mit der er einen gemeinsamen Sohn hatte, der (ebenfalls) François oder Jean-François hieß (* 16. Oktober 1640 (?); † 17. März 1713) und später auch Maler wurde.
Baudesson avancierte trotz großer Konkurrenz schnell zu den erfolgreichsten Blumenmalern von Rom und wurde noch 1684 von Angelo Doni, dem künstlerischen Berater des Großherzogs der Toskana, in einem Atemzug mit dem berühmten Mario dei Fiori – dem führenden Blumenmaler Roms – und „Paoluccio“ (Paolo Porpora) genannt. Zu Baudessons Kunden gehörte auch ein Verwandter des berühmteren Cassiano del Pozzo, Amedeo del Pozzo, in dessen Sammlung sich bereits vor 1644 acht Blumenbilder von Baudesson befanden. Zwei seiner Blumenvasen sind auch in der Kunstsammlung von Benedetto Pamphilj nachgewiesen.
Wahrscheinlich gelangten bereits in seiner römischen Zeit Gemälde von Baudesson in französische Sammlungen, entweder durch Italien-Reisende, die sie direkt vor Ort kauften, oder durch Zwischenhändler. Zu den ersteren gehörte wahrscheinlich der Marquis de Boyer-d’Eguilles (1645–1709), aus dessen Sammlung zwei Baudesson-Stillleben später von Jacob Coelemans (ca. 1670–1735) in Kupfer gestochen und veröffentlicht wurden.
Baudesson blieb bis etwa 1666 in Rom und kehrte dann nach Paris zurück, wo er 1671 in der Rue Montmartre wohnte, zusammen mit seiner Schwester Anne, die im selben Jahr starb.
Am 28. Mai 1671 wurde der mittlerweile bereits 60-jährige Maler an der Académie Royale de peinture et de sculpture aufgenommen und ehrenhalber gleich zum „conseiller“ ernannt. Sein Aufnahmestück war laut Claudia Salvi ein Korb mit Blumen auf einer Balustrade im Musée des Beaux-Arts in Nancy, der früher Belin de Fontenay zugeschrieben wurde.
Im Salon von 1673 stellte er drei seiner Gemälde aus. An den Dekorationen der königlichen Schlösser scheint er jedoch nicht beteiligt gewesen zu sein, wie beispielsweise Jean-Baptiste Monnoyer, vermutlich weil Baudesson auf kleine Staffelei-Bilder spezialisiert war und sein Stil zu dieser Zeit langsam altmodisch wurde.
Trotzdem wurde seine Malerei auch in Frankreich sehr geschätzt, zu seinen bekanntesten Kunden zählten der Abbé de la Rivière und der Maler Pierre Mignard, welch letzterer ein Bild mit „Gartenblumen“ („fleurs de jardin“) von Baudesson besaß. Félibien, der, wie traditionell üblich, eigentlich die Historienmalerei an erster Stelle sah, nahm davon jedoch die Stillleben von Baudesson, Mario dei Fiori und eines mysteriösen „père Zègre“ aus, „weil sie in den Sachen, die sie gemacht haben, einen viel höheren Grad an Perfektion erreichten als … viele Historien- oder Porträtmaler“.
Nicolas Baudesson starb mit 69 Jahren am 4. September 1680 und wurde am nächsten Tag in Saint-Sulpice beerdigt. Der Mercure galant bezeichnete ihn einem Nachruf als den „besten Maler seiner Zeit, was Blumen angeht“.

## Werk und Stil
Nicolas Baudesson war bis ins 20. Jahrhundert beinahe vergessen, zumal man ihm gar keine Bilder zuordnen konnte. Erst Michel Faré begann 1962 auf der Grundlage eines einzigen, auf Kupfer gemalten und auf der Rückseite signierten Blumenstilllebens einen Werkkatalog von ziemlich einheitlichen Gemälden zusammenzustellen. Obwohl es Verwechslungsmöglichkeiten mit Mario Nuzzi, aber auch mit jüngeren französischen Malern wie Jean-Baptiste Monnoyer und Belin de Fontenay gibt, lässt sich an der Baudesson zugeschriebenen Gruppe von Gemälden ein klares und deutlich erkennbares künstlerisches Profil ablesen.
Baudesson vereint in seinem Werk französische und italienische Einflüsse, er arbeitete auf der Grundlage der Stilllebenmalerei von Jacques Linard und von Mario Nuzzi, genannt „dei Fiori“, und malte ausschließlich Staffeleibilder von eher kleinen oder mittelgroßen Blumensträußen in meist runden Glasvasen, gelegentlich auch in Metallvasen, sowie Blumenkörbe. Typischerweise stellte er diese auf steinernen Unterlagen und vor einem schlichten bräunlichen Hintergrund dar, der eine Art Halbdunkel evoziert (nicht ganz dunkel !). Die Farbpalette wirkt etwas erdig, rustikal und warm, mit einer Betonung von Rot-, Rosa- und Weißtönen, sowie dezentem Grün, die hier und da mit etwas Gelb und/oder Blau belebt werden. Meisterhaft ist die Darstellung von Licht und Schatten, z. B. mit Lichtreflexen, die durch das Glas scheinen. Der Gesamteindruck seiner Stillleben ist intim, schlicht und zurückhaltend, von großer Weichheit, lieblichem Charme und sehr malerisch. Dabei wirken die Blumen natürlich und gleichzeitig sehr elegant und dekorativ; meistens sind seine Kompositionen mehr oder weniger symmetrisch, kleine Asymmetrien werden jedoch subtil, ebenso wie das Licht, zur Belebung eingesetzt. Selten stellte er neben seinen Vasen Gegenstände, wie ein Buch, eine Bibel oder einen Rosenkranz, dar.
Faré ordnete Baudessons Stillleben überzeugend dem „goût Louis XIII“ zu; Claudia Salvi empfindet sie als etwas geheimnisvoll („mystérieuse“), und meint in späten Werken eine gewisse Ermüdung wahrzunehmen.